# هند البلوشي
هند البلوشي (18 مارس 1985 -)، ممثلة كويتية.

## عن حياتها
حاصلة على شهادة من كلية التربية قسم اللغة العربية في جامعة الكويت. نشأت في عائلة فنية حيث كان والدها عازفًا للعود، وأختاها هما المغنية والممثلة مرام والممثلة مي البلوشي. دخلت إلى المجال الفني عام 2005 بعد أن قدمها الفنان جمال الردهان في مسلسل زينة الحياة وقيل أنه اكتشف موهبتها حين حضرت لإحدى البروفات المسرحية بصحبة أختها مي البلوشي، لكن انطلاقتها الحقيقية كانت من خلال مسلسل اللقيطة والذي قدم بنفس العام وأخذ نصيبًا كبيرًا من النجاح. وبعد اللقيطة إنهالت عليها العروض على الرغم من أن بعضًا من أخبار حياتها الخاصة والمشاكل التي كانت تواجهها على صعيد زواجها كانت قد بدأت تطفو على السطح وبلغت ذروتها حين أعلن زوجها اعتزالها الفن من غير موافقتها لتبدأ الخلافات بينهما إلى أن حصلت على الطلاق واستمرت بعد ذلك بالتمثيل، وقد شاركت مع شقيقتيها مرام ومي في فيديو كليب أغنية «في العلالي» لمرام، وشاركهم فيها مشعل الشايع.
عملت لعدة سنوات كمعلمة لمادة اللغة العربية، ولكن بسبب إنشغالها بإكمال الدراسة في مصر ونشاطها الفني كممثلة ومخرجة وكاتبة جعلها تترك التدريس. 

### حياتها الأسرية
تزوجت قبل دخولها المجال الفني مرتين. في عام 2012 تزوجت للمرة الثالثة من المغني مشاري العوضي، أنجبت ابنتهما الأولى «عبير» في يناير 2013 وفي نهايات العام نفسه انجبت ابنهما الثاني «جاسم». وفي أغسطس 2018 أعلن مشاري العوضي عن طلاقهما وذلك بعدما طرحت فيديو كليب بعنوان «مستفز»، وأكد أنهما منفصلان منذ عامين أي أنهما منفصلين منذ عام 2016 لكنهما تكتما على الموضوع طيلة تلك الفترة. أعلنت زواجها من الفنان العراقي علي يوسف عام 2020 ولكن حدثت بعض المشاكل بين الطرفين حيث علي يوسف نفى الزواج منها بينما عرضت ورقة عقد الزواج ثم خرج علي يوسف على منصة الانستغرام بالبث المباشر وأعلن الطلاق منها. في عام 2025 أعلنت زواجها للمرة الخامسة.

### مشاركات غنائية
لها عدة مشاركات غنائية كان أبرزها المشاركة في مهرجان القرين الثقافي الثالث عشر وذلك في حفل تراثي مع الفنانين بشار الشطي وصلاح حمد خليفة وذلك في أواخر عام 2006.
كما قدمت أغنية بعنوان «عمود البيت» مع أختها مرام والتي تتحدث عن والدهما المتوفي. كما قدمت أغنية بعنوان «حبيبتنا الكويت» والتي قدمت في العيد الوطني عام 2008 من خلال أوبريت حكامنا وأحلامنا. كما قدمت في عام 2011 بمناسبة عيد الحب أغنية بعنوان «إحساس» مع مشاري العوضي. كما إنها كتبت كلمات أغنية «رحت فيها» والتي غناها مشاري العوضي، في أغسطس 2018 طرحت فيديو كليب «مستفز» الذي قامت بالغناء والإخراج والتمثيل وكتابة كلماته بنفسها.
في نوفمبر أطلقت أغنية عراقية بعنوان «ماكو»، من كلمات وألحان محمد الشطي. في أغسطس 2024 أطلقت أغنية وفيديو كليب «زعلنا».

## أعمالها

### المسلسلات
| سنة الإنتاج | اسم المسلسل              | الشخصية      |
| ----------- | ------------------------ | ------------ |
| 2005        | زينة الحياة              |              |
| 2005        | اللقيطة                  | العنود       |
| 2006        | وسع صدرك - برنامج        |              |
| 2006        | الفرية                   | حصة          |
| 2007        | همس الحراير              | نورة         |
| 2007        | هذا ولدنا                | موضي         |
| 2007        | الخراز                   | أمل          |
| 2008        | أبلة نوره                | ضبيه         |
| 2008        | عيون الحب                | فاطمة        |
| 2009        | عماكور                   | هدية         |
| 2009        | الجيران                  | سارة         |
| 2009        | دمعة يتيم                | خلود         |
| 2010        | الصراع                   | العنود       |
| 2010        | إخوان مريم               | دلال         |
| 2010        | شر النفوس 3              | ابتسام       |
| 2010        | زمن مريان                | افراح        |
| 2010        | المزواج                  |              |
| 2010        | قصة هوانا - حلقات منفصلة |              |
| 2011        | الجليب                   | ميثاء        |
| 2011        | الدخيلة                  | نورة         |
| 2012        | حبر العيون               | سلوى         |
| 2012        | الوداع                   | روان         |
| 2012        | هذه ليلتي - حلقات منفصلة |              |
| 2014        | بسمة منال                | منيرة        |
| 2014        | تذكرة داوود              | نوف / شوق    |
| 2014        | المعزب                   | دانة         |
| 2015        | أمنا رويحة الجنة         | فتوح         |
| 2016        | بياعة النخي              | هند          |
| 2016        | جود                      | دنيا         |
| 2017        | دموع الأفاعي             | مناير        |
| 2017        | خيوط الحرير              | منال         |
| 2018        | روتين                    | خولة         |
| 2019        | أيام العسل               | ريم          |
| 2019        | 25 دقيقة                 | هايدي        |
| 2019        | دفعة القاهرة             | ام عبدالوهاب |
| 2020        | جنة هلي                  | العنود       |
| 2020        | هيا وبناتها              | شيخة         |
| 2022        | ست الحسن                 | صبا          |
| 2023        | مجاريح                   | بدرية        |

### المسرحيات

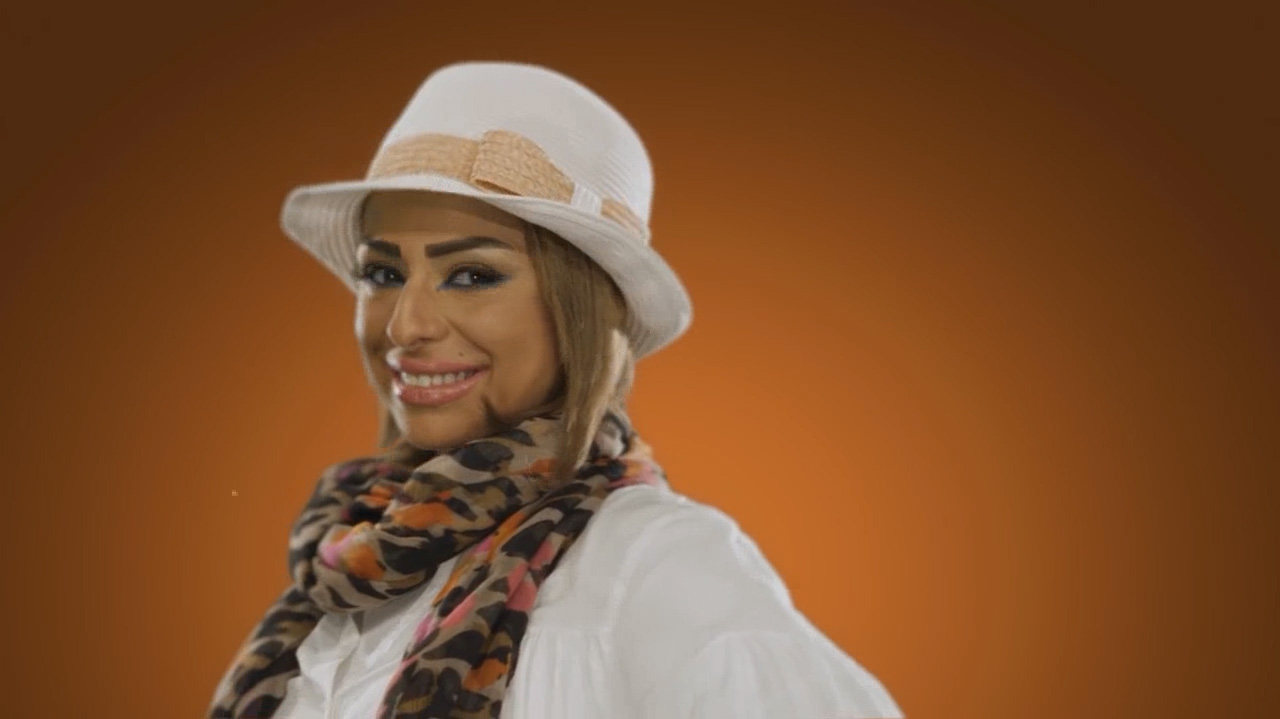
هند البلوشي في عرض إعلاني لمسرحية عالم فن رن، 2013

| سنة الإنتاج | المسرحية                     | الشخصية  |
| ----------- | ---------------------------- | -------- |
| 2006        | البيت بيتك                   |          |
| 2007        | أشباح أم علي                 |          |
| 2008        | غزلان وملك الفئران           |          |
| 2009        | سندريلا 2                    | سندريلا  |
| 2010        | ليلى والذيبين                | ليلى     |
| 2011        | لعبة العجائب                 |          |
| 2011        | abc123 عرضت في إمارة الشارقة |          |
| 2011        | بلاد العجايب                 |          |
| 2012        | شاليه بنيدر                  |          |
| 2012        | مدينة البطاريق 1             |          |
| 2013        | عالم فن رن                   |          |
| 2014        | قصة بنية                     |          |
| 2014        | مدينة المرجان                | مرجانة   |
| 2015        | هند في الجيش                 | هند      |
| 2015        | نور الظلام                   | ملافسينت |
| 2016        | ساعة موريس                   | سايروس   |
| 2017        | سالي فتاة الريف              | سالي     |
| 2018        | للحريم فقط                   | بديعة    |
| 2019        | عنتر المفلتر                 | عنب      |
| 2020        | يا ليلة ما تمت               | شيخة     |
| 2022        | نور الظلام 2                 | ملافسينت |
| 2022        | الشحاتين                     | فضيلة    |
| 2024        | المنخفض ياي                  |          |
| 2025        | آخر رحلة عروض الكويت         |          |

### السينما
| سنة الإنتاج | الفيلم     | الشخصية |
| ----------- | ---------- | ------- |
| 2014        | 090        |         |
| 2017        | خميس وجمعة |         |

### في الكتابة
| سنة الإنتاج | اسم الكتاب           |
| ----------- | -------------------- |
| 2015        | رواية الهروب من الظل |
| 2018        | همساتي               |

## وصلات خارجية
- هند البلوشي على موقع IMDb (الإنجليزية)
- هند البلوشي على موقع قاعدة بيانات الأفلام العربية
- هند البلوشي على موقع قاعدة بيانات الفيلم (الإنجليزية)
- هند البلوشي على موقع ليتربوكسد (الإنجليزية)